# Fanero

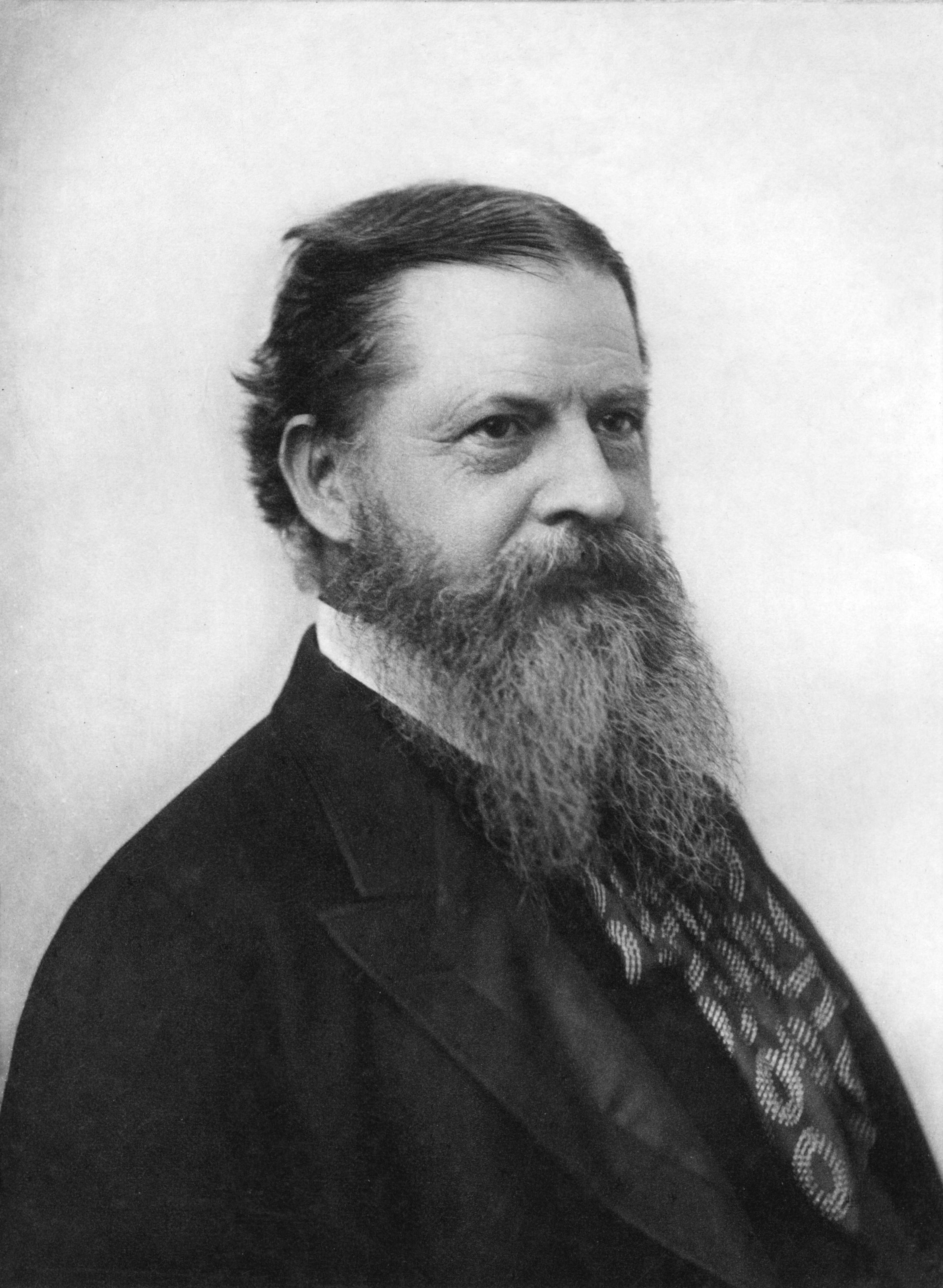
Charles Sanders Peirce, l'inventore del termine

Con il termine fanero (fànero; dal greco antico φανερός, phanerós, "manifesto, visibile") si designa essenzialmente la totalità di ciò che appare alla nostra mente, filtrato dalle percezioni sensoriali.
Il termine (phaneron nell'originale inglese) fu coniato dal filosofo pragmatista e semioticista Charles Sanders Peirce (1839 - 1914) per indicare il concetto con un termine specifico, essendo le parole "fenomeno", "pensiero" e "idea" già comunemente utilizzate con molteplici significati. Così ne parla nel 1905: